# The Sound of Johnny Cash
The Sound of Johnny Cash – trzynasty album muzyka country Johnny’ego Casha wydany w 1962. Płyta zawiera między innymi piosenkę "In the Jailhouse Now" - cover utworu Jimmie'ego Rodgersa - która zdobyła 8. miejsce w notowaniu muzycznym piosenek country, oraz "Delia's Gone", którą Cash nagrał ponownie na albumie American Recordings w 1994. Cash nagrał też znacząco wolniejszą wersję "I'm Free from the Chain Gang Now", która została nagrana w 2006 na albumie American V - A Hundred Highways jako ostatni utwór na płycie.

## Lista utworów
| 1.  | "Lost on the Desert" (Frazier, Mize)                 | 2:01  |
|     |                                                      |       |
| 2.  | "Accidentally on Purpose" (Edwards, Jones)           | 1:56  |
|     |                                                      |       |
| 3.  | "In the Jailhouse Now" (Jimmie Rodgers)              | 2:23  |
|     |                                                      |       |
| 4.  | "Mr. Lonesome" (Glaser)                              | 2:18  |
|     |                                                      |       |
| 5.  | "You Won't Have Far to Go" (Glaser)                  | 1:50  |
|     |                                                      |       |
| 6.  | "In Them Old Cottonfields Back Home" (Leadbelly)     | 2:34  |
|     |                                                      |       |
| 7.  | "Delia's Gone" (Silbersdorf, Toops)                  | 2:01  |
|     |                                                      |       |
| 8.  | "I Forgot More Than You'll Ever Know" (Null)         | 2:27  |
|     |                                                      |       |
| 9.  | "You Remembered Me" (Cash)                           | 2:05  |
|     |                                                      |       |
| 10. | "I'm Free from the Chain Gang Now" (Herscher, Klein) | 1:51  |
|     |                                                      |       |
| 11. | "Let Me Down Easy" (Tompall Glaser, Jim Glaser)      | 1:46  |
|     |                                                      |       |
| 12. | "Sing It Pretty, Sue" (Cash)                         | 2:00  |
|     |                                                      |       |
|     |                                                      | 25:12 |
|     |                                                      |       |

## Twórcy
- Johnny Cash - główny wykonawca, śpiew
- Luther Perkins - gitara
- Ray Edenton - gitara
- Don Helms - gitara stalowa
- Marshall Grant - gitara basowa
- Buddy Harman - bębny
- Floyd Cramer - fortepian

## Notowania na listach muzycznych
Single – Billboard (Ameryka Północna)
| Rok  | Singel                 | Kategoria      | Pozycja |
| ---- | ---------------------- | -------------- | ------- |
| 1962 | "In the Jailhouse Now" | Single country | 8       |